# Miranda (La tempesta)

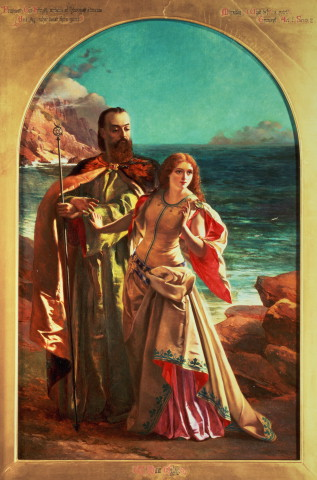
Miranda e Prospero, William Maw Egley

Nella Tempesta di Shakespeare, Miranda è la bella figlia del vecchio Duca di Milano, Prospero.
Naufragata con il padre quando era bambina, Miranda è vissuta nella bambagia. Nonostante abbia ricevuto dal padre un'educazione molto ampia, difetta molto nelle esperienze della realtà che la circonda. Quindicenne, non sceglie il proprio marito, anzi, Prospero manda Ariel, il suo spirito servo, a rapire Ferdinando, mentre Miranda dorme, e organizza tutto in modo che i due si innamorino di altre persone. La sua esperienza sessuale è limitata a tenere a bada le lusinghe e le molestie che le riserva Calibano, servo del padre. Dalla sua limitata conoscenza del mondo, crede che tutti gli uomini siano buoni:
With those that I saw suffer: a brave vessel-
Dashed all to pieces! O, the cry did knock
against my very heart. (I.ii.6–9)
Un altro aspetto del suo carattere è quello di lasciarsi coinvolgere emozionalmente dagli avvenimenti. Quando guarda la terribile tempesta scatenata dal padre, si immedesima profondamente in ciò che sta capitando ai marinai e al loro destino ed è incline a provare emozioni molto violente:

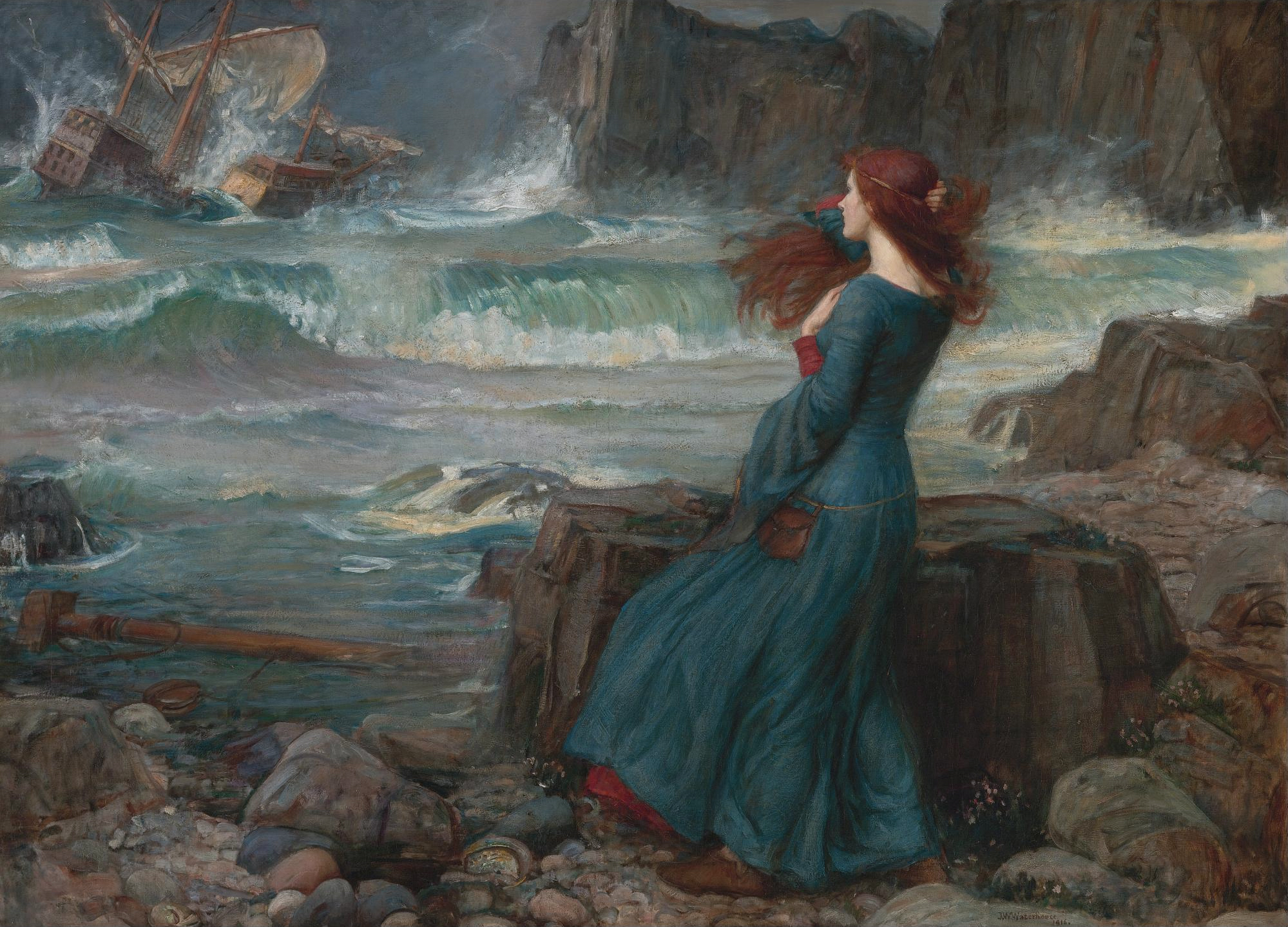
Miranda e la tempesta di John William Waterhouse, 1916

O, I have suffered
With those that I saw suffer! (I.ii.5–6)
Comunque, anche se si può pensare che sia una ragazza ingenua, a volte mostra momenti di grande fermezza. Ad esempio:
When thou didst not, savage,
Know thine own meaning, but wouldst gabble like
A thing most brutish, I endowed thy purposes
With words that made them known... who hadst dissevered more than a prison (I.ii.354–359)
In queste frasi (che molti editori, invece, hanno fatto pronunciare a Prospero), Miranda abbandona il suo solito ruolo passivo nei confronti della vita e aggredisce Calibano. Come si può vedere, Miranda è solitamente una ragazza ingenua e riservata. Possiede una grande intelligenza, ma raramente supera la sua passività nei confronti della vita.

## Curiosità
Un satellite naturale del pianeta Urano è stato battezzato come Miranda, in onore del personaggio shakespeariano.